# Ogólnopolskie Spotkania Filmowe Kameralne Lato w Radomiu
Ogólnopolskie Spotkania Filmowe Kameralne Lato – ogólnopolski festiwal filmowy w Radomiu, organizowany od 2008 roku. Wydarzenie odbywa się w pierwszym tygodniu lipca.
Ambasadorem festiwalu od 2. edycji przeprowadzonej w 2009 roku jest aktorka Anna Mucha.

## Kategorie konkursowe
Ogólnopolski Konkurs Filmów Krótkometrażowych do 2021 roku działał pod nazwą Konkursu Głównego . W konkursie udział biorą polskie filmy krótkometrażowe zrealizowane przez młodych twórców – głównie studentów i absolwentów szkół filmowych, wyprodukowane przy wsparciu instytucjonalnym. W konkursie preferowana jest szeroko rozumiana tematyka społeczna, nawiązująca do profilu festiwalu. Nagrodą główną Ogólnopolskiego Konkursu Filmów Krótkometrażowych jest statuetka ZŁOTEGO ŁUCZNIKA dla najlepszego filmu oraz nagrody specjalne. Nazwa nagrody pochodzi od radomskich Zakładów Metalowych oraz nawiązuje do pomnika łucznika ustawionego na placu Kazimierza Ołdakowskiego. Jury konkursu przyznaje także nominacje do Nagród Polskiego Kina Niezależnego im. Jana Machulskiego.
Konkurs Filmów Niezależnych organizowany był w ramach festiwalu od 2014 do 2018 roku. Przeznaczony był dla twórców tworzących poza tradycyjnym systemem produkcji filmowej i telewizyjnej. Jury złożone z dziennikarzy, publicystów i krytyków filmowych oceniało filmy realizowane w nurcie kina niezależnego i przyznawało nagrodę główną – Grand Prix Konkursu Kina Niezależnego.
Konkurs Filmów Odrzutowych HYDE PARK to miejsce, gdzie mogą zostać zaprezentowane niestandardowe utwory audiowizualne – często nie mieszczące się w typowej klasyfikacji gatunkowej eksperymenty, animacje oraz krótkie formy komediowe. Zwycięzcę konkursu wybiera publiczność w drodze plebiscytu.
W 2022 roku (15. edycja festiwalu) część konkursowa przybrała formułę międzynarodową i działa pod nazwą FREEDOM Film Festival. W ramach sekcji konkursowej do Ogólnopolskiego Konkursu Filmów Krótkometrażowych oraz Konkursu Filmów Odrzutowych HYDE PARK dodany został Międzynarodowy Konkurs Filmów Krótkometrażowych. Główną nagrodą w Międzynarodowym Konkursie Filmów Krótkometrażowych jest statuetka PLATYNOWEGO ŁUCZNIKA dla najlepszego filmu. 

## Misja Festiwalu
Celem festiwalu jest zarówno promocja młodego polskiego kina, jak i w takim samym stopniu kształtowanie dobrych wzorców społecznych, zachęcanie młodych ludzi do uczestnictwa w kulturze filmowej oraz – realizowana wspólnie z Policją – profilaktyka społeczna.
KAMERALNE LATO to jedyny festiwal filmowy w Polsce organizowany w ścisłym porozumieniu ze służbami mundurowymi, w tym przede wszystkim z Komendą Wojewódzką Policji z siedzibą w Radomiu.
Ważną częścią Festiwalu są warsztaty, organizowane w myśl zasady „od pomysłu do premiery”, skierowane do młodzieży, studentów i osób rozpoczynających swoją karierę zawodową, realizowane pod opieką doświadczonych filmowców. Dla organizatorów warsztaty to coś więcej niż edukacja filmowa – to wyraz wiary w społeczną funkcję sztuki. Za ich pomocą organizatorzy chcą kształtować dobre wzorce, zachęcać do rozwoju osobistego i kulturalnego oraz uczyć korzystania z dóbr kultury.

## Składy jurorskie
| Jurorzy Ogólnopolskiego Konkursu Filmów Krótkometrażowych | Jurorzy Ogólnopolskiego Konkursu Filmów Krótkometrażowych       | Jurorzy Ogólnopolskiego Konkursu Filmów Krótkometrażowych |
| Numer edycji / rok                                        | Przewodniczący Jury                                             | Członkowie Jury |
| --------------------------------------------------------- | --------------------------------------------------------------- | --- |
| 15. edycja / 2022 r.                                      | Magnus von Horn – reżyser filmowy                               | prof. Ewa Braun – scenograf i dekoratorka wnętrz Anna Mucha – aktorka Marek Świszcz – specjalista w zakresie profilaktyki społecznej |
| 14. edycja / 2021 r.                                      | prof. Maria Zmarz-Koczanowicz – reżyserka, scenarzystka filmowa | Natalia Grzegorzek – producentka filmowa Anna Mucha – aktorka, ambasadorka festiwalu Marcin Kot Bastkowski – montażysta filmowy Jerzy Bończak – aktor, reżyser Marek Świszcz – specjalista w zakresie profilaktyki społecznej                                                                        |
| 13. edycja / 2020 r.                                      | Tomasz Raczek – krytyk filmowy                                  | Anna Mucha – aktorka Marta Habior – producentka filmowa Małgorzata Potocka – aktorka, reżyserka Przemysław Chruścielewski – montażysta filmowy Marek Świszcz – specjalista w zakresie profilaktyki społecznej                                                                                        |
| 12. edycja / 2019 r.                                      | Agnieszka Smoczyńska – reżyserka filmowa                        | Magdalena Kamińska – producentka filmowa Anna Mucha – aktorka Radosław Ładczuk – autor zdjęć do filmów fabularnych, dokumentalnych i reklamowych Wojciech Solarz – aktor teatralny, filmowy i kabaretowy, reżyser filmów niezależnych Marek Świszcz – specjalista w zakresie profilaktyki społecznej |
| 11. edycja / 2018 r.                                      | Joanna Kos-Krauze – reżyserka, scenarzystka                     | Anna Mucha – aktorka Janusz Chabior – aktor Derrick Ogrodny – producent, manager i reżyser Arkadiusz Tomiak – autor zdjęć filmowych |
| 10. edycja / 2017 r.                                      | Ryszard Bugajski – reżyser, pisarz i scenarzysta                | Kinga Lewińska – reżyserka filmowa Anna Mucha – aktorka Robert Gonera – aktor Adam Palenta – autor zdjęć filmowych, reżyser |
| 9. edycja / 2016 r.                                       | Cezary Harasimowicz – scenarzysta, aktor                        | Anna Mucha – aktorka Dorota Nowocień – reżyser dźwięku Antoni Królikowski – aktor Rafael Lewandowski – reżyser, scenarzysta |
| 8. edycja / 2015 r.                                       | Radosław Piwowarski – reżyser                                   | Agnieszka Glińska- montażystka filmowa Anna Mucha – aktorka Eryk Lubos – aktor insp. Grzegorz Jach – Pełnomocnik Komendanta Głównego Policji ds. promocji bezpieczeństwa publicznego, pedagog i reżyser teatralny                                                                                    |
| 7. edycja / 2014 r.                                       | Janusz Zaorski – reżyser, scenarzysta, producent                | Anna Mucha – aktorka Anna Wydra – producent, kierownik produkcji Rafał Listopad – montażysta filmowy Lesław Żurek – aktor insp. Grzegorz Jach – Pełnomocnik Komendanta Głównego Policji ds. promocji bezpieczeństwa publicznego, pedagog i reżyser teatralny                                         |
| 6. edycja / 2013 r.                                       | Magdalena Łazarkiewicz – reżyser, scenarzysta                   | Anna Mucha – aktorka Lidia Popiel – fotograf, dziennikarka dr Anna Wróblewska – dziennikarka filmowa Marcin Kot Bastkowski – montażysta filmowy Andrzej Wolf – operator filmowy |
| 5. edycja / 2012 r.                                       | Jarosław Kupść – reżyser, scenarzysta                           | Anna Mucha – aktorka Maria Niklińska – aktorka dr Anna Wróblewska – dziennikarka filmowa Antoni Królikowski – aktor, reżyser Rafał Listopad – montażysta filmowy |
| 4. edycja / 2011 r.                                       | Andrzej Wolf – operator filmowy                                 | Marcin Kot Bastkowski – montażysta filmowy Anna Mucha – aktorka Jarosław Kupść – reżyser, scenarzysta Marcin Kępa – animator kultury |
| 3. edycja / 2010 r.                                       | Andrzej Wolf – operator filmowy                                 | Marcin Kot Bastkowski – montażysta filmowy Anna Mucha – aktorka Arkadiusz Jakubik – aktor, reżyser, scenarzysta |
| 2. edycja / 2009 r.                                       | Andrzej Wolf – operator filmowy                                 | Izabela Kuna – aktorka Anna Mucha – aktorka Mateusz Damięcki – aktor |
| 1. edycja / 2008 r.                                       | Andrzej Wolf – operator filmowy                                 | Małgorzata Foremniak – aktorka Dominika Figurska – aktorka |

| Jurorzy Międzynarodowego Konkursu Filmów Krótkometrażowych | Jurorzy Międzynarodowego Konkursu Filmów Krótkometrażowych | Jurorzy Międzynarodowego Konkursu Filmów Krótkometrażowych                                     |
| Numer edycji / rok                                         | Przewodniczący Jury                                        | Członkowie Jury                                                                                |
| ---------------------------------------------------------- | ---------------------------------------------------------- | ---------------------------------------------------------------------------------------------- |
| 15. edycja / 2022 r.                                       | Mariusz Wilczyński – reżyser filmowy, performer            | Małgorzata Potocka – aktorka, reżyserka, producentka Chris Niedenthal – fotograf, fotoreporter |

| Jurorzy Konkursu Filmów Niezależnych | Jurorzy Konkursu Filmów Niezależnych |
| Numer edycji / rok                   | Członkowie Jury |
| ------------------------------------ | --- |
| 11. edycja / 2018 r.                 | Anna Równy – trenerka edukacji filmowej Łukasz Adamski – krytyk filmowy, dziennikarz, publicysta Błażej Hrapkowicz – prezenter telewizyjny i radiowy, krytyk filmowy, konferansjer                               |
| 10. edycja / 2017 r.                 | Katarzyna Taras – filmoznawca, publicystka filmowa Tadeusz Sobolewski – krytyk filmowy, publicysta Jerzy Armata – krytyk filmowy i muzyczny Jacek Dziduszko – filmoznawca, dziennikarz filmowy, animator kultury |
| 9. edycja / 2016 r.                  | ks. Andrzej Luter – redaktor, publicysta Dagmara Romanowska – dziennikarka filmowa, redaktorka, wydawca Błażej Hrapkowicz – krytyk filmowy, kulturoznawca                                                        |
| 8. edycja / 2015 r.                  | Piotr Czerkawski Ola Salwa Mateusz Werner |
| 7. edycja / 2014 r.                  | dr Marcin Adamczak Joanna Sławińska Iwona Cegiełkówna |

## Laureaci Nagród

### Laureaci Konkursu Głównego
| Numer edycji / rok   | Nagrody Ogólnopolskiego Konkursu Filmów Krótkometrażowych |
| -------------------- | --- |
| 15. edycja / 2022 r. | "PLATYNOWY ŁUCZNIK" – Grand Prix Międzynarodowego Konkursu Filmów Krótkometrażowych Nagrodę Prezydenta Miasta Radomia pana Radosława Witkowskiego w wysokości 15.000 PLN Statuetka PLATYNOWEGO ŁUCZNIKA sfinansowana przez Stowarzyszenie Autorów ZAIKS „HANDBOOK FOR A PRIVILEGED EUROPEAN WOMAN”, reż. Alma Buddecke "ZŁOTY ŁUCZNIK" – Grand Prix Ogólnopolskiego Konkursu Filmów Krótkometrażowych Nagrodę Prezydenta Miasta Radomia pana Radosława Witkowskiego w wysokości 10.000 PLN Statuetka ZŁOTEGO ŁUCZNIKA sfinansowana przez Stowarzyszenie Autorów ZAIKS „JESTEM TUTAJ”, reż. Julia Orlik NAGRODA SPECJALNA IM. KRYSTIANA DULEWICZA UFUNDOWANA PRZEZ STOWARZYSZENIE FILMFORUM za najlepsze zdjęcia Nagroda w wysokości 2.000 PLN Beata Rakoczy za film „SYNTHOL”, reż. Piotr Trojan NAGRODA SPECJALNA UFUNDOWANA PRZEZ STOWARZYSZENIE AUTORÓW ZAIKS za najlepszy film o tematyce społecznej Nagroda w wysokości 2.000 PLN „OPOWIEDZ MI O MNIE”, reż. Maciej Miller NAGRODA PUBLICZNOŚCI „PRZESTRACH”, reż. Joanna Szymańska WYRÓŻNIENIE HONOROWE Międzynarodowego Konkursu Filmów Krótkometrażowych „MAKASSAR IS A CITY FOR FOOTBALL FANS”, reż. Khozy Rizal GRAND PRIX Konkursu Filmów Odrzutowych HYDE PARK „ZRÓBMY SOBIE KREDYT”, reż. Maciej Pawłowski |
| 14. edycja / 2021 r. | "ZŁOTY ŁUCZNIK" – Grand Prix Konkursu Głównego Nagrodę Prezydenta Miasta Radomia pana Radosława Witkowskiego w wysokości 10.000 PLN Statuetka ZŁOTEGO ŁUCZNIKA sfinansowana przez Stowarzyszenie Autorów ZAIKS „DAD YOU’VE NEVER HAD”, reż. Dominika Łapka NAGRODA SPECJALNA UFUNDOWANA PRZEZ STOWARZYSZENIE AUTORÓW ZAIKS za najlepszy film o tematyce społecznej Nagroda w wysokości 2.000 PLN „DALEJ JEST DZIEŃ”, reż. Damian Kocur WYRÓŻNIENIE HONOROWE „RAISA”, reż. Dorota Migas-Mazur NAGRODA JURY AKADEMICKIEGO UFUNDOWANA PRZEZ WYŻSZĄ SZKOŁĘ HANDLOWĄ W RADOMIU Nagroda w wysokości 1.000 PLN „MÓJ SYN ZAMYKA SIĘ W ŁAZIENCE”, reż. Kuba Januszewski NAGRODA PUBLICZNOŚCI „PRZESTRACH”, reż. Joanna Szymańska GRAND PRIX Konkursu Filmów Odrzutowych HYDE PARK „BITWUS WARSZAWUS 2.020”, reż. Maciej Sławuski |
| 13. edycja / 2020 r. | "ZŁOTY ŁUCZNIK" – Grand Prix Konkursu Głównego Nagrodę Prezydenta Miasta Radomia pana Radosława Witkowskiego w wysokości 10.000 PLN Statuetka ZŁOTEGO ŁUCZNIKA sfinansowana przez Stowarzyszenie Autorów ZAIKS „WIELKI STRACH”, reż. Pawlina Carlucci Sforza NAGRODA SPECJALNA UFUNDOWANA PRZEZ STOWARZYSZENIE AUTORÓW ZAIKS Nagroda w wysokości 2.000 PLN „WE HAVE ONE HEART”, reż. Katarzyna Warzecha WYRÓŻNIENIE KOMENDY WOJEWÓDZKIEJ POLICJI Z SIEDZIBĄ W RADOMIU za najlepszy film o tematyce społecznej „MÓJ KRAJ TAKI PIĘKNY”, reż. Grzegorza Paprzyckiego WYRÓŻNIENIE HONOROWE ZA MONTAŻ Agata Cierniak i Alan Zejerow za film „SYNEK”, reż. Paweł Chorzępa |
| 12. edycja / 2019 r. | "ZŁOTY ŁUCZNIK" – Grand Prix Konkursu Głównego Nagrodę Prezydenta Miasta Radomia pana Radosława Witkowskiego w wysokości 7.000 PLN Statuetka ZŁOTEGO ŁUCZNIKA sfinansowana przez Stowarzyszenie Autorów ZAIKS "ACID RAIN", reż. Tomasz Popakul NAGRODA SPECJALNA UFUNDOWANA PRZEZ STOWARZYSZENIE AUTORÓW ZAIKS Nagroda w wysokości 2.000 PLN "MIŁOŚĆ BEZWARUNKOWA", reż. Rafał Łysak WYRÓŻNIENIE KOMENDY WOJEWÓDZKIEJ POLICJI Z SIEDZIBĄ W RADOMIU za najlepszy film o tematyce społecznej "TAMA", reż. Natalia Koniarz WYRÓŻNIENIE HONOROWE ZA REŻYSERIĘ Klaudia Folga, „JASKINIA ŻÓŁWI” i Aleksandra Maciejczyk, „POŁĄCZENI” |
| 11. edycja / 2018 r. | "ZŁOTY ŁUCZNIK" – Grand Prix Konkursu Głównego Nagroda Prezydenta Miasta Radomia pana Radosława Witkowskiego w wysokości 5.000 PLN Statuetka ZŁOTEGO ŁUCZNIKA sfinansowana przez Stowarzyszenie Autorów ZAIKS "PROCH", reż. Jakub Radej NAGRODA SPECJALNA UFUNDOWANA PRZEZ STOWARZYSZENIE AUTORÓW ZAIKS Nagroda w wysokości 1.000 PLN "CIEPŁO ZIMNO", reż. Marta Prus WYRÓŻNIENIE KOMENDY WOJEWÓDZKIEJ POLICJI Z SIEDZIBĄ W RADOMIU za najlepszy film o tematyce społecznej "ODPRAWA", reż. Filip Drzewiecki |
| 10. edycja / 2017 r. | "ZŁOTY ŁUCZNIK" – Grand Prix Konkursu Głównego Nagroda Prezydenta Miasta Radomia pana Radosława Witkowskiego w wysokości 6.000 PLN Statuetka ZŁOTEGO ŁUCZNIKA sfinansowana przez Stowarzyszenie Autorów ZAIKS „AMERYKAŃSKI SEN”, reż. Marek Skrzecz NAGRODA SPECJALNA UFUNDOWANA PRZEZ POLSKI INSTYTUT SZTUKI FILMOWEJ Nagroda w wysokości 5.000 PLN „O MATKO!”, reż. Paulina Ziółkowska NAGRODA SPECJALNA UFUNDOWANA PRZEZ STOWARZYSZENIE AUTORÓW ZAIKS Nagroda w wysokości 1.000 PLN „DANIEL”, reż. Anastazja Dąbrowska NAGRODA SPECJALNA JURY Nagroda w wysokości 1.000 PLN ufundowana przez panią Annę Muchę – Ambasadora Festiwalu i panią Annę Wróblewską – Dyrektora Festiwalu „CZUŁOŚĆ”, reż. Emilia Zielonka WYRÓŻNIENIE KOMENDY WOJEWÓDZKIEJ POLICJI Z SIEDZIBĄ W RADOMIU za najlepszy film o tematyce społecznej „KONIEC WIDZENIA”, reż. Grzegorz Mołda |
| 9. edycja / 2016 r.  | "ZŁOTY ŁUCZNIK" – Grand Prix Konkursu Głównego Nagroda Prezydenta Miasta Radomia pana Radosława Witkowskiego w wysokości 5.000 PLN Statuetka ZŁOTEGO ŁUCZNIKA sfinansowana przez Stowarzyszenie Autorów ZAIKS "Koniec świata”, reż. Monika Pawluczuk Nagroda Specjalna Przyznana przez Stowarzyszenie Autorów ZAIKS Nagroda w wysokości 1.000 PLN "Otwarcie”, reż. Piotr Adamski Wyróżnienie Komendy Wojewódzkiej Policji z siedzibą w Radomiu za najlepszy film o tematyce społecznej "Lokatorki”, reż. Klara Kochańska Nagroda Jury Dziennikarzy "Czarnoksiężnik z krainy U.S.”, reż. Balbina Bruszewska Nagroda Jury Akademickiego nagroda Wyższej Szkoły Handlowej w Radomiu w wysokości 500 PLN "Koniec świata”, reż. Monika Pawluczuk Nagroda Publiczności Złoty Anioł autorstwa Marty Sokół z Galerii pod Aniołem "Dzień babci”, reż. Miłosz Sakowski |
| 8. edycja / 2015 r.  | "ZŁOTY ŁUCZNIK" – Grand Prix Konkursu Głównego Nagroda Prezydenta Miasta Radomia pana Radosława Witkowskiego w wysokości 5.000 PLN „Dokument”, reż. Marcin Podolec CERTYFIKAT „WSPIERA NAS PaT” Nagroda Specjalna Ogólnopolskiego Programu Komendy Głównej Policji "Profilaktyka a Ty" za walory edukacyjno-profilaktyczne w wysokości 1.500 PLN „Antek”, reż. Sylwia Galon Nagroda Specjalna Przyznana przez Stowarzyszenie Autorów ZAIKS Nagroda w wysokości 1.000 PLN „Hitler w operze”, reż. Michał Grzybowski Nagroda Specjalna Jury Nagroda w wysokości 1.000 PLN ufundowana przez Komendę Główną Policji „To byłoby coś pięknego”, reż. Anna Morawiec Wyróżnienie honorowe „Obiekt”, reż. Paulina Skibińska Nagroda Publiczności "Kac", reż. Maciej Buchwald Nagroda Dziennikarzy "Dokument", reż. Marcin Podolec |
| 7. edycja / 2014 r.  | "ZŁOTY ŁUCZNIK" – Grand Prix Konkursu Głównego Nagroda Prezydenta Miasta Radomia pana Andrzeja Kosztowniaka w wysokości 5.000 PLN „Magma”, reż. Paweł Maślona za perfekcyjne, przewrotne ukazanie dramatu jednostki wobec korporacyjnego i rodzinnego dyktatu Nagroda Specjalna Przyznana przez Stowarzyszenie Autorów ZAIKS Nagroda w wysokości 1.000 PLN „Fragmenty”, reż. Agnieszka Woszczyńska za przemyślaną, spójną, estetyczną formę, która służy przedstawieniu problemu samotności oraz braku komunikacji międzyludzkiej Nagroda Specjalna Związku Artystów Scen Polskich dla Najlepszego Aktora Nagroda w wysokości 1.000 PLN Łukasz Simlat za rolę w filmie „Magma”, reż. Paweł Maślona za wygraną na ćwierćtonach i półtonach walkę o zachowanie tożsamości CERTYFIKAT „WSPIERA NAS PaT” Nagroda Specjalna Ogólnopolskiego Programu Komendy Głównej Policji "Profilaktyka a Ty" za walory edukacyjno-profilaktyczne ex aequo dla filmów: „Prawdziwy miód”, reż. Sławomir Witek Nagroda w wysokości 1.000 PLN za poruszający moralitet pokazujący relacje i wartości w kontekście postaw społecznych „Punkt wyjścia”, reż. Michał Szcześniak Nagroda w wysokości 1.000 PLN za trafne postawienie pytania: czy resocjalizacja może spowodować odkupienie winy? Z rekomendacją obu filmów do dyskusji w ramach szkolnych programów edukacyjno-profilaktycznych. Wyróżnienia honorowe Agnieszka Żulewska za rolę w filmie „Fragmenty”, reż. Agnieszka Woszczyńska za konsekwentne zbudowanie chłodnego portretu kobiety przy użyciu adekwatnych środków wyrazu „Obcy”, reż. Piotr Domalewski za umiejętność znalezienia odpowiedniej, nieoczywistej formy do wyrażenia trudnego, społecznego tematu; za to, że mówiąc tak mało, można powiedzieć tak wiele „PAC!”, reż. Alicja Błaszczyńska za wypowiedź, która w ponad minucie zmieściła przewrotność, humor i dramaturgię |
| 6. edycja / 2013 r.  | Grand Prix – "ZŁOTY ŁUCZNIK" "Nasza zima zła", reż. Grzegorz Zariczny Za prawdę, prostotę i organiczne połączenie języka dokumentu i fabuły. Nagroda Specjalna Jury dla najlepszego filmu fabularnego „Mazurek”, reż. Julia Kolberger Nagroda Specjalna Jury dla najlepszego filmu dokumentalnego „Odwiedziny”, reż. Matej Bobrik Nagroda Specjalna Jury dla najlepszego filmu animowanego „Tajemnica góry Malakka”, reż. Jakub Wroński Nagroda Publiczności „Mazurek”, reż. Julia Kolberger |
| 5. edycja / 2012 r.  | Grand Prix "Opowieści z chłodni", reż. Grzegorz Jaroszuk |
| 4. edycja / 2011 r.  | Grand Prix „Bez śniegu”, reż. Magnus von Horn |
| 3. edycja / 2010 r.  | Grand Prix „Ciemnego pokoju nie trzeba się bać”, reż. Jakub Czekaj |
| 2. edycja / 2009 r.  | Grand Prix "Dla Ciebie i Ognia", reż. Mateusz Jemioł i Tomasz Zasada |
| 1. edycja / 2008 r.  | Grand Prix "Manfred Tryb", reż. Tomasz Karpowicz |

### Laureaci Konkursu Filmów Niezależnych
| Nagrody Konkursu Filmów Niezależnych | Nagrody Konkursu Filmów Niezależnych |
| ------------------------------------ | --- |
| 11 edycja / 2018 r.                  | GRAND PRIX KONKURSU FILMÓW NIEZALEŻNYCH Nagroda Zarządu Stowarzyszenia FILMFORUM, w wysokości 1.000 PLN "UNIVERSAM GROCHÓW", reż. Tomasz Knittel WYRÓŻNIENIE HONOROWE KONKURSU FILMÓW NIEZALEŻNYCH „JERZY I JERZY NA JEZIORACH", reż. Piotr Małecki |
| 10. edycja / 2017 r.                 | GRAND PRIX KONKURSU FILMÓW NIEZALEŻNYCH Nagroda Zarządu Stowarzyszenia FILMFORUM w wysokości 1.000 PLN „HYCEL”, reż. Daria Woszek |
| 9. edycja / 2016 r.                  | Grand Prix Konkursu Filmów Niezależnych Nagroda Instytutu KOSMOPOLIS Fundacji Nauki, Kultury i Edukacji w wysokości 1.000 PLN za niezwykłe wyczucie krótkiej formy, które pozwoliło zmieścić w sześciu minutach nie tylko dowcipną i ujmującą codzienność parę z długim stażem, ale również refleksje na temat pamięci i nostalgii. "Pod żaglami”, reż. Stanisław Cuske Wyróżnienie Honorowe za (prawdopodobnie) szczęśliwe zakończenie. "Haiku”, reż. Mariusz Wirski, Piotr Zarzycki Wyróżnienie Honorowe za postawienie kamery w oku cyklonu. "Marsz”, reż. Mateusz Żegliński Nagroda Publiczności "Świetne wieści", reż. Kuba Gryżewski |
| 8. edycja / 2015 r.                  | Grand Prix Konkursu Filmów Niezależnych Nagroda Centrum Aktywności Lokalnej w Pionkach w wysokości 1.000 PLN „Laboratorium”, reż. Natalia Nguyen za intrygującą metaforykę obrazu i doskonały warsztat animacji Wyróżnienie Honorowe „Gucio zaczarowany”, reż. Daria Kopiec za połączenie klasyki i nowoczesności, włączenie widzów w proces twórczy, za uroczą, ciepłą i mroczną bajkę o muszym chłopcu Wyróżnienie Honorowe „Łańcuchy pokarmowe terenów zalesionych”, reż. Maciej Gajewski za konceptualną brawurę, eksplozję humoru i trafienie nas prosto w serce                                                                      |
| 7. edycja / 2014 r.                  | Grand Prix Konkursu Filmów Niezależnych Nagroda Instytutu KOSMOPOLIS Fundacji Nauki, Kultury i Edukacji w wysokości 1.000 PLN „Hosanna”, reż. Katarzyna Gondek Wyróżnienie Honorowe „Berek”, reż. Hanna Kowalska, Wiktor Kramski, Karolina Łatowska, Paulina Modła, Alicja Piotrowska, Katarzyna Safian, Paulina Szmigielska, Kinga Wójciak, Andrzej Żukowicz Wyróżnienie Honorowe „Franek”, reż. Bartek Tryzna Nagroda Publiczności Nagroda Burmistrza Miasta Pionki pana Marka Janeczka w wysokości 1.000 PLN "Kemping", reż. Krzysztof Jankowski                                                                                        |

### Nominacje doNagród Polskiego Kina Niezależnego im. Jana Machulskiego
| Nominacje            | |
| -------------------- | --- |
| 15. edycja / 2022 r. | Nominacje do Nagród im. Jana Machulskiego (edycja 2023):w kategorii „Najlepsza Reżyseria”: Michał Toczek za film „MARTWE MAŁŻEŃSTWO” w kategorii „Najlepszy Scenariusz”: Karolina Porcari, Krzysztof Szekalski za film „VICTORIA”, reż. Karolina Porcari w kategorii „Najlepsze Zdjęcia”: Tomasz Pawlik za film „MARTWE MAŁŻEŃSTWO”, reż. Michał Toczek w kategorii „Najlepszy Montaż”: Adam Żądło za film „SOLAR VOYAGE”, reż. Adam Żądło w kategorii „Najlepsza Aktorka”: Paula Brzozowska za film „DZIECI I RYBY”, reż. Gracjana Piechula w kategorii „Najlepszy Aktor”: Sebastian Stankiewicz za film „MARTWE MAŁŻEŃSTWO”, reż. Michał Toczek w kategorii „Najlepszy Film Dokumentalny”: Monika Proba za film „LATA ŚWIETLNE” w kategorii „Najlepszy Film Animowany”: Jacek Olejnik, Rafał Sankiewicz, Wojciech Sankiewicz, Bartosz Terlicki za film „C’est la vie” |
| 14. edycja / 2021 r. | Nominacje do Nagród im. Jana Machulskiego (edycja 2022): w kategorii „Najlepsza Reżyseria”: Damian Kocur za film „DALEJ JEST DZIEŃ” w kategorii „Najlepszy Scenariusz”: Michał Ciechomski za film „ULEGŁOŚĆ”, reż. Michał Ciechomski w kategorii „Najlepsze Zdjęcia”: Kamil Małecki za film „OSTATNIE DNI LATA”, reż. Klaudia Kęska w kategorii „Najlepszy Montaż”: Dominik Jagodziński za film „POKÓJ”, reż. Krzysztof Jankowski w kategorii „Najlepsza Aktorka”: Aleksandra Pisula za film „NAD WISŁĄ”, reż. Agata Korycka w kategorii „Najlepszy Aktor”: Andrzej Chyra za film „NIEWOLNIK”, reż. Grzegorz Piekarski w kategorii „Najlepszy Film Dokumentalny”: Dominika Łapka za film „DAD YOU’VE NEVER HAD” w kategorii „Najlepszy Film Animowany”: Michalina Musialik za film „PSIE POLE” |
| 13. edycja / 2020 r. | Jury przyznało również nominacje do Nagród im. Jana Machulskiego (edycja 2021): w kategorii „Najlepsza Reżyseria”: Katarzyna Warzecha za film „WE HAVE ONE HEART“ w kategorii „Najlepszy Scenariusz”: Olga Bołądź, Magdalena Lamparska, Julita Olszewska, Jowita Radzińska za film „ALICJA I ŻABKA”, reż. Olga Bołądź w kategorii „Najlepsze Zdjęcia”: Kajetan Plis za film: „NOAMIA”, reż. Antonio Galdamez w kategorii „Najlepszy Montaż”: Tomasz Kolak za film „NOAMIA”, reż. Antonio Galdamez w kategorii „Najlepsza Aktorka”: Daria Polunina za film „MASZA”, reż. Krzysztof Chodorowski w kategorii „Najlepszy Aktor”: Daniel Namiotko za film „NOAMIA”, reż. Antonio Galdamez w kategorii „Najlepszy Film Dokumentalny”: „JULIA NAD MORZEM”, reż. Mariusz Rusiński w kategorii „Najlepszy Film Animowany”: „WE HAVE ONE HEART”, reż. Katarzyna Warzecha |
| 12. edycja / 2019 r. | Nominacje do Nagrody Polskiego Kina Niezależnego im. Jana Machulskiego: w kategorii Najlepsza Reżyseria: Damian Kocur za film „1410“ w kategorii Najlepszy Scenariusz: Piotr Milczarek za film „DESZCZ”, reż. Piotr Milczarek w kategorii Najlepsze Zdjęcia: Stanisław Cuske za filmy: „TAMA”, reż. Natalia Koniarz i „KONIEC SEZONU”, reż. Stanisław Cuske w kategorii Najlepszy Montaż: Sabina Filipowicz i Kamil Grzybowski za film „POŁĄCZENI”, reż. Aleksandra Maciejczyk w kategorii Najlepsza Aktorka: Sandra Korzeniak za film „JASKINIA ŻÓŁWI”, reż. Klaudia Folga w kategorii Najlepszy Film Dokumentalny: „MIŁOŚĆ BEZWARUNKOWA”, reż. Rafał Łysak w kategorii Najlepszy Film Animowany: „ACID RAIN”, reż. Tomasz Popakul |
| 11. edycja / 2018 r. | Nominacje do Nagród Polskiego Kina Niezależnego im. Jana Machulskiego (edycja 2019) Konkurs Główny: w kategorii Najlepsza Reżyseria: Damian Kocur za film „NIC NOWEGO POD SŁOŃCEM” w kategorii Najlepszy Scenariusz: Maciej Buchwald za film „SZCZĘŚCIE”, reż. Maciej Buchwald w kategorii Najlepsze Zdjęcia: Adam Suzin za film „CIEPŁO ZIMNO”, reż. Marta Prus w kategorii Najlepszy Montaż: Paweł Laskowski za film „ODPRAWA”, reż. Filip Drzewiecki w kategorii Najlepsza Aktorka: Magdalena Berus za film „CIEPŁO ZIMNO”, reż. Marta Prus w kategorii Najlepszy Aktor: Grzegorz Damięcki za film „60 KILO NICZEGO”, reż. Piotr Domalewski w kategorii Najlepszy Film Dokumentalny: Jakub Radej za film „PROCH” w kategorii Najlepszy Film Animowany: Agata Mianowska za film „NORMA” Konkurs Filmów Niezależnych: w kategorii Najlepsza Reżyseria: Bartosz Nowacki za film „NA DRODZE” w kategorii Najlepszy Scenariusz: Olga Chajdas za film „KOBIETA BUDZI SIĘ RANO”, reż. Olga Chajdas w kategorii Najlepsze Zdjęcia: Maciej Twardowski za film „DEER BOY”, reż. Katarzyna Gondek w kategorii Najlepszy Montaż:Julia Bui i Mai Bui za film „ŚWITEZIANKA” w kategorii Najlepsza Aktorka: Izabela Kuna za film „KOBIETA BUDZI SIĘ RANO”, reż. Olga Chajdas w kategorii Najlepszy Aktor: Eryk Maj za film „DEER BOY”, reż. Katarzyna Gondek w kategorii Najlepszy Film Dokumentalny: Piotr Małecki za film „JERZY I JERZY NA JEZIORACH” |
| 10. edycja / 2017 r. | Nominacje do Nagród Polskiego Kina Niezależnego im. Jana Machulskiego (edycja 2018) Konkurs Główny: w kategorii Najlepsza Reżyseria: Aleksandra Terpińska za film „NAJPIĘKNIEJSZE FAJERWERKI EVER” w kategorii Najlepszy Scenariusz: Marek Skrzecz za film „AMERYKAŃSKI SEN”, reż. Marek Skrzecz w kategorii Najlepsze Zdjęcia: Michał Dymek za film „NAJPIĘKNIEJSZE FAJERWERKI EVER”, reż. Aleksandra Terpińska w kategorii Najlepszy Montaż: Magdalena Chowańska za film „NAJPIĘKNIEJSZE FAJERWERKI EVER”, reż. Aleksandra Terpińska w kategorii Najlepsza Aktorka: Magdalena Czerwińska za film „POWRÓT”, reż. Damian Kocur w kategorii Najlepszy Aktor: Krzysztof Kowalewski za film „JA I MÓJ TATA”, reż. Alek Pietrzak w kategorii Najlepszy Film Dokumentalny: Marek Skrzecz za film „AMERYKAŃSKI SEN” w kategorii Najlepszy Film Animowany: Sławomir Shuty i Tomasz Bochniak za film „CARGO” Konkurs Filmów Niezależnych: w kategorii Najlepsza Reżyseria: Pawlina Carlucci Sforza i Magdalena Lubańska za film „NIE SĄDZIĆ” w kategorii Najlepsze Zdjęcia: Michał Sosna za film „HYCEL”, reż. Daria Woszek w kategorii Najlepszy Montaż:Rafał Pogodziński za film „REDAKTOR”, reż. Paweł Wróbel w kategorii Najlepszy Aktor: Janusz Chabior za film „HYCEL”, reż. Daria Woszek |
| 9. edycja / 2016 r.  | Nominacje do Nagród Polskiego Kina Niezależnego im. Jana Machulskiego (edycja 2017) przyznane w Konkursie Głównym: w kategorii "Najlepsza Reżyseria”: Monika Pawluczuk za film "KONIEC ŚWIATA” w kategorii "Najlepszy Scenariusz”: Klara Kochańska, Kasper Bajon za film "LOKATORKI” reż. Klara Kochańska w kategorii "Najlepsze Zdjęcia”: Bartosz Bieniek za film "AMERYKA” reż. Aleksandra Terpińska w kategorii „Najlepszy Montaż”: Agnieszka Glińska, Marcin Latanik za film "KONIEC ŚWIATA” reż. Monika Pawluczuk w kategorii "Najlepsza Aktorka”: Anna Dymna za film "DZIEŃ BABCI” reż. Miłosz Sakowski w kategorii "Najlepszy Aktor”: Ariel Makara za film "TO, CZEGO CHCĘ” reż. Damian Kocur w kategorii "Najlepszy Film Dokumentalny”: "KONIEC ŚWIATA” reż. Monika Pawluczuk w kategorii "Najlepszy Film Animowany”: "OLBRZYM” reż. Marcin Podolec przyznane w Konkursie Filmów Niezależnych: w kategorii "Najlepsza Reżyseria”: Stanisław Cuske za film "POD ŻAGLAMI” w kategorii "Najlepszy Film Dokumentalny”: "WYŚCIG”, reż. Stanisław Cuske w kategorii "Najlepszy Film Animowany”: "REVEILLE”, reż. Michał Wójcicki |
| 8. edycja / 2015 r.  | Nominacje do Nagród Polskiego Kina Niezależnego im. Jana Machulskiego (edycja 2016): w kategorii „Najlepsza Reżyseria”: Anna Morawiec za film „TO BYŁOBY COŚ PIĘKNEGO” w kategorii „Najlepsze Zdjęcia”: Jakub Stolecki za film „ OBIEKT”, reż. Paulina Skibińska w kategorii „Najlepszy Montaż”: Katarzyna Boniecka za film „OBIEKT”, reż. Paulina Skibińska w kategorii „Najlepszy Aktor”: Adam Bobik za film „CHARON”, reż. Paweł Hejbudzki w kategorii „Najlepszy Film Dokumentalny”: „TO BYŁOBY COŚ PIĘKNEGO”, reż. Anna Morawiec w kategorii „Najlepszy Film Animowany”: „UDOMOWIENIE”, reż. Sylwia Gaweł |
| 7. edycja / 2014 r.  | Nominacje do Nagród Polskiego Kina Niezależnego im. Jana Machulskiego (edycja 2015): w kategorii „Najlepsza Reżyseria”: Paweł Maślona za film „MAGMA” w kategorii „Najlepszy Scenariusz”: Jakub Pączek za film „128. SZCZUR”, reż. Jakub Pączek w kategorii „Najlepsze Zdjęcia”: Weronika Bilska za film „SMUTNE POTWORY”, reż. Justyna Tafel w kategorii „Najlepszy Montaż”: Kacper Plawgo za film „OBCY”, reż. Piotr Domalewski w kategorii „Najlepsza Aktorka”: Agnieszka Żulewska za film „FRAGMENTY”, reż. Agnieszka Woszczyńska w kategorii „Najlepszy Aktor”: Łukasz Simlat za film „MAGMA”, reż. Paweł Maślona w kategorii „Najlepszy Film Dokumentalny”: „PUNKT WYJŚCIA”, reż. Michał Szcześniak w kategorii „Najlepszy Film Animowany”: „PAC!”, reż. Alicja Błaszczyńska |